# John Hansen
John Hansen (Copenhague, Dinamarca, 24 de julio de 1924 - Copenhague, Dinamarca, 12 de enero de 1990) fue un futbolista y director técnico danés. Se desempeñaba en la posición de delantero.

## Selección nacional
Fue internacional con la selección de fútbol de Dinamarca en 8 ocasiones y marcó 10 goles. Debutó el 15 de junio de 1948, en un encuentro ante la selección de Finlandia que finalizó con marcador de 3-0 a favor de los daneses.

## Clubes

### Como futbolista
| Club             | País      | Año         |
| ---------------- | --------- | ----------- |
| Boldklubben Frem | Dinamarca | 1943 - 1948 |
| Juventus F. C.   | Italia    | 1948 - 1954 |
| S. S. Lazio      | Italia    | 1954 - 1955 |
| Boldklubben Frem | Dinamarca | 1958 - 1960 |

### Como entrenador
| Equipo                 | País      | Año  |
| ---------------------- | --------- | ---- |
| Boldklubben Frem       | Dinamarca | 1959 |
| Selección de Dinamarca | Dinamarca | 1969 |

## Palmarés

### Campeonatos nacionales
| Título    | Club             | País      | Año     |
| --------- | ---------------- | --------- | ------- |
| Superliga | Boldklubben Frem | Dinamarca | 1943-44 |
| Serie A   | Juventus F. C.   | Italia    | 1949-50 |
| Serie A   | Juventus F. C.   | Italia    | 1951-52 |

### Distinciones individuales
| Distinción                       | Año     |
| -------------------------------- | ------- |
| Goleador de la Superliga         | 1947-48 |
| Goleador de los Juegos Olímpicos | 1948    |
| Capocannoniere                   | 1951-52 |

### Condecoraciones
| Condecoración                                             | Año  |
| --------------------------------------------------------- | ---- |
| Caballero de la Orden al Mérito de la República Italiana. | 1984 |